# Chaim
Chaim (in ebraico: חַיִּים) è un nome proprio di persona ebraico maschile.

## Varianti
- Altre traslitterazioni: Chayyim[1][2], Chayim[2], Haim[2], Hayyim[2], Hayim[2], Hyam[2]
- Femminili: חַיָה (Chaya)[1][2]

### Varianti in altre lingue
- Yiddish: הײמן (Hyman)[3]
  - Alterati: Hymie[3]

## Origine e diffusione
Nome usato già dal Medioevo, si basa sul vocabolo ebraico חַיִּים (chayyim, chaim), che vuol dire "vita", quindi ha significato analogo ai nomi Zoe, Enid, Vito ed Eva.
Va notato che la forma yiddish הײמן (Hyman) si è formata sotto l'influsso del termine man ("uomo"). Inoltre, la forma femminile,  חַיָה (Chaya), coincide con un omonimo nome indiano femminile, basato su chaya ("ombra", "riflesso", "gioco di luci"), e portato da Chaya, un'ancella di Sūrya.

## Onomastico
Il nome è adespota, cioè non è portato da alcun santo, quindi l'onomastico ricade il 1º novembre, giorno di Ognissanti.

## Persone

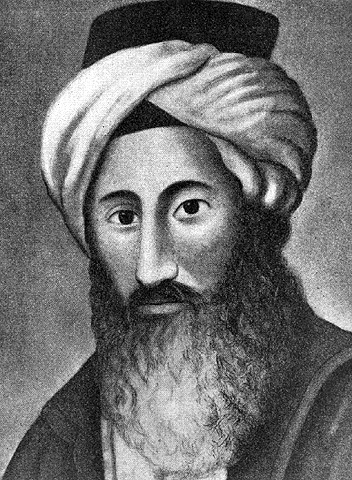
Chaim Joseph David Azulai

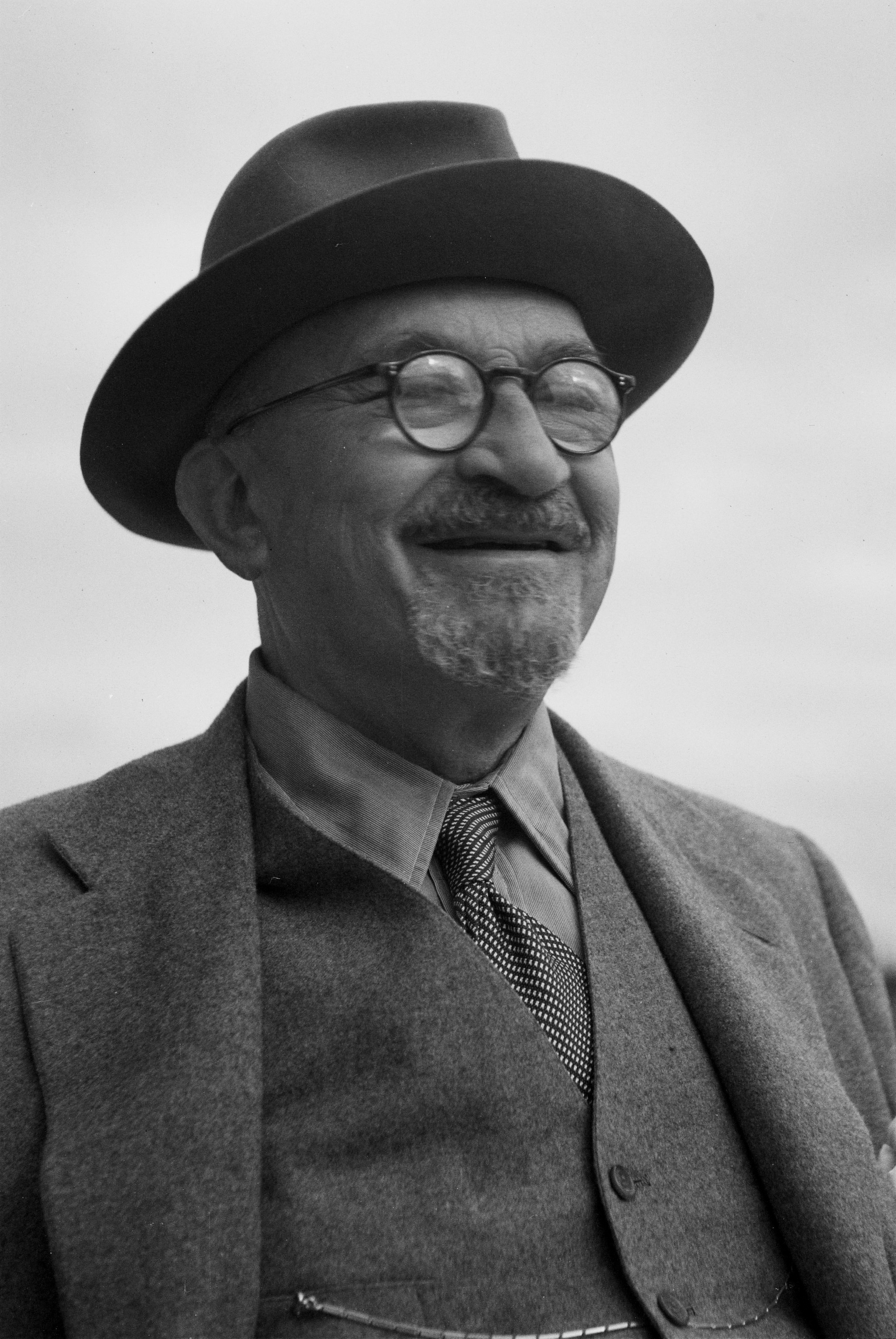
Chaim Weizmann

- Chaim Joseph David Azulai, filosofo, rabbino e teologo israeliano
- Chaim Ozer Grodzinski, rabbino ed educatore lituano
- Chaim Herzog, militare e politico israeliano
- Chaim Mordechai Aizik Hodakov, religioso, pedagogo ed educatore russo
- Chaim ibn Attar, rabbino e religioso marocchino
- Chaim Ickovits, rabbino, filosofo e teologo polacco
- Chaim Kanievsky, rabbino, teologo ed educatore israeliano
- Chaim Perelman, logico polacco
- Chaim Pinto, rabbino marocchino
- Chaim Potok, scrittore e rabbino statunitense
- Chaim Rumkowski, industriale e attivista polacco
- Chaim Topol, attore israeliano
- Chaim Michael Dov Weissmandl, rabbino ungherese
- Chaim Weizmann, politico e chimico israeliano

### Variante Haim

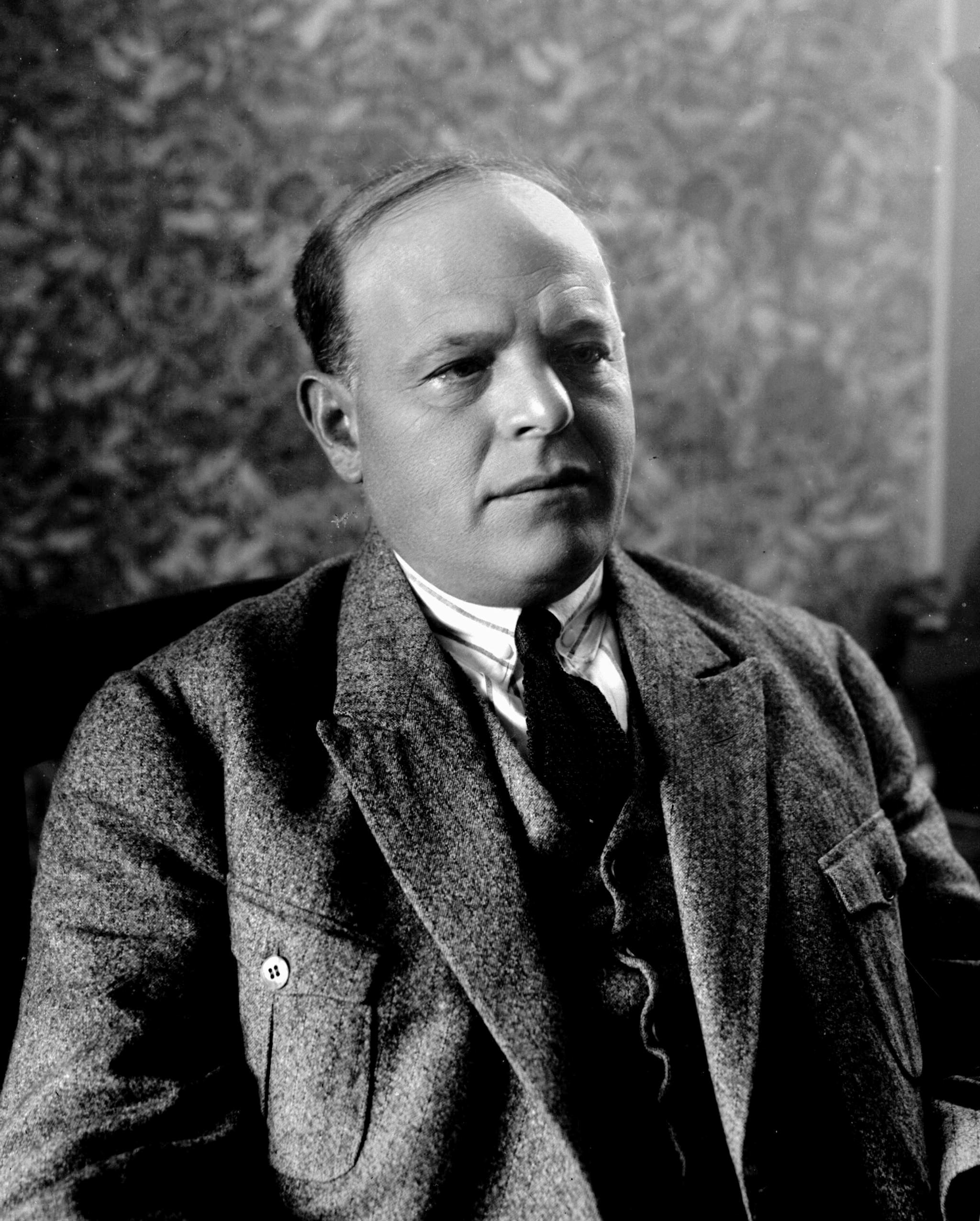
Haim Nachman Bialik

- Haim Arlozoroff, sindacalista, poeta e politico israeliano
- Haim Bar-Lev, ufficiale israeliano
- Yosef Haim Brenner, scrittore israeliano
- Haim Gouri, poeta, scrittore, regista e giornalista israeliano
- Haim Buch, calciatore israeliano
- Haim Fabrizio Cipriani, musicista e rabbino italiano
- Haim Nachman Bialik, poeta ucraino
- Haim Reitan, medico, traduttore e pubblicista italiano
- Haim Revivo, calciatore israeliano
- Haim Saban, imprenditore e produttore televisivo israeliano naturalizzato statunitense

### Variante Hyman
- Hyman Bass, matematico statunitense
- Hyman Minsky, economista statunitense
- Hyman Rickover, ammiraglio e medico statunitense

### Altre varianti maschili
- Hyam Plutzik, poeta statunitense
- Hayim Vital, rabbino e mistico ebreo

### Variante femminile Chaya
- Chaya Mushka Schneerson, religiosa bielorussa

## Il nome nelle arti
- Hyman Roth è un personaggio del film del 1974 Il padrino - Parte II, diretto da Francis Ford Coppola.